# Dornier Do 23
Die Dornier Do 23 war ein in den 1930er Jahren gebauter deutscher Bomber der Dornier-Werke.

## Entwicklung
Nachdem sich mit der Dornier Do 13 bzw. der Do 11 mehrere schwere Unfälle infolge von Schwingungen des Tragwerks mit anschließendem Bruch der Flächen ereignet hatten, wurde die Spannweite von 28 m auf 25,60 m reduziert. Das erste derart umgebaute Flugzeug flog am 1. September 1934 erstmals. In dieser Ausführung erhielten die ab da produzierten Flugzeuge des Typs sowie die nachträglich umgebauten Do 11 und Do 13 die Bezeichnung Do 23. Weitere Änderungen betrafen die Bugfenster sowie die Drehlafetten der Abwehrbewaffnung.
Von 1934 bis 1935 wurden einige hundert Stück für die Luftwaffe gefertigt, die alle ab 1936 durch die Do 17 ersetzt wurden. Ein Teil der Produktion wurde unter Lizenz durch die Henschel Flugzeug-Werke übernommen. Umgebaute Do 23 wurden während des Krieges als Minenräumer im Rahmen der Minensuchgruppe Mausi sowie versuchsweise als chemisches Kampfflugzeug eingesetzt.

## Technische Daten

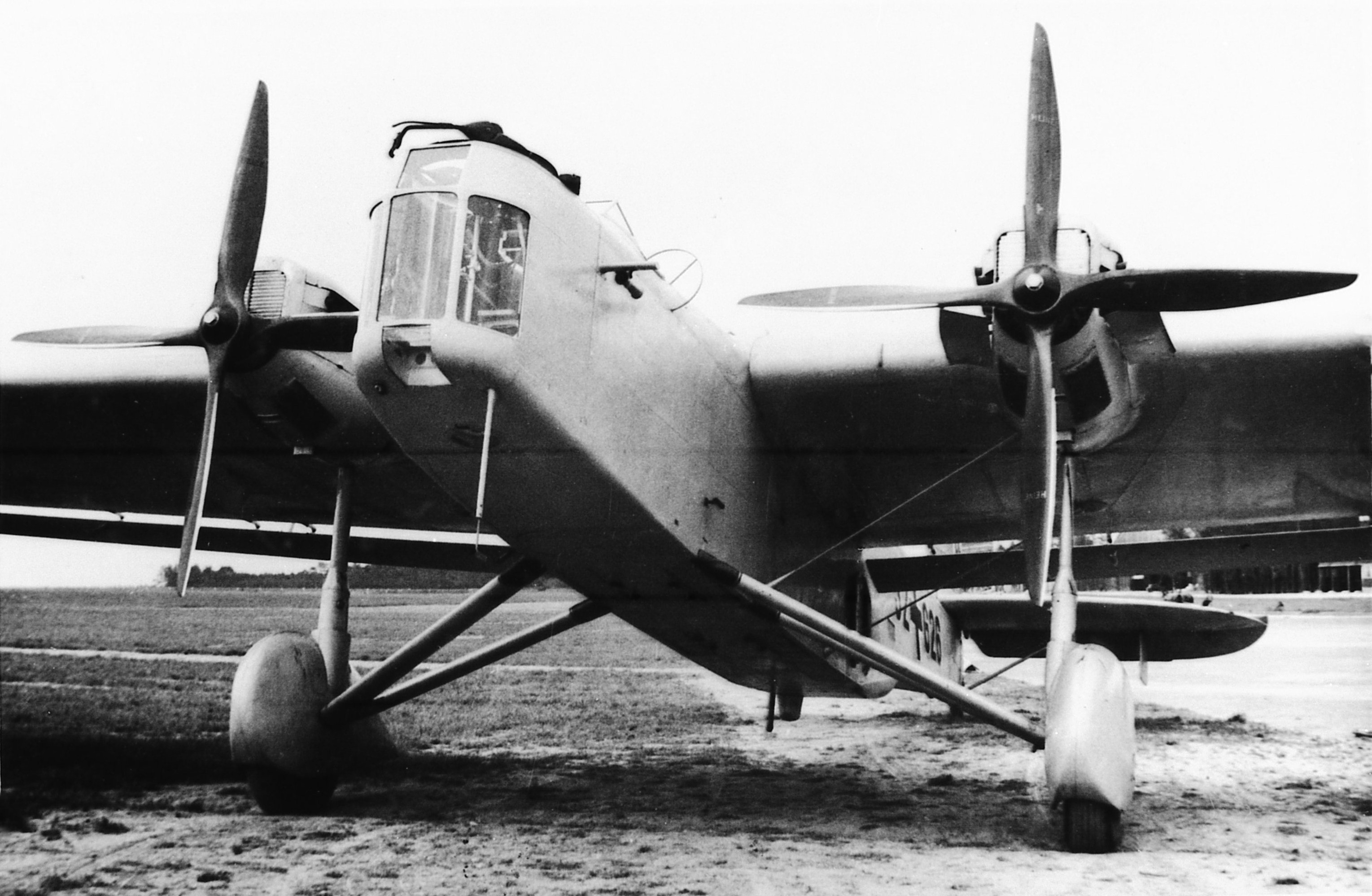
Dornier Do 23 '32+626' der II./KG 153, 6. Staffel, Finsterwalde 1936–37

| Kenngröße             | Daten                            |
| --------------------- | -------------------------------- |
| Besatzung             | 4                                |
| Länge                 | 18,8 m                           |
| Spannweite            | 25,6 m                           |
| Höhe                  | 5,4 m                            |
| Flügelfläche          | 112 m²                           |
| Flügelstreckung       | 5,9                              |
| Leermasse             | 6050 kg                          |
| max. Startmasse       | 8600 kg                          |
| Triebwerke            | 2 × BMW VIU mit 750 PS (552 kW)  |
| Höchstgeschwindigkeit | 260 km/h                         |
| Dienstgipfelhöhe      | 4200 m                           |
| Reichweite            | 1500 km                          |
| Bewaffnung            | 3 × MG 15, bis zu 1000 kg Bomben |